# María Victoria Moreno
María Victoria Moreno Márquez (Valencia de Alcántara, Cáceres, 1 de mayo de 1939 - Pontevedra, 22 de noviembre de 2005) fue una editora, traductora, conferenciante, escritora española de literatura infantil y juvenil en lengua gallega y profesora de enseñanza secundaria en institutos de Lugo, Sangenjo y Pontevedra. Su texto más conocido es Anagnórise, veinte veces reeditado y traducido a varias lenguas. Algunos rasgos fundamentales de su obra son el lirismo, la transformación de los animales en protagonistas y la crítica a una enseñanza caduca. Utilizó el pseudónimo de Peregrina Pérez.

## Biografía
Nació en Valencia de Alcántara, una localidad rayana, limítrofe con Portugal, hija de la maestra Sara Márquez Bueno y el abogado Vicente Moreno Moreno, María Victoria fue la primogénita del matrimonio y tuvo una hermana -Sara- y dos hermanos - Antonio y Rafael-. Vivieron en Segovia hasta la muerte de su padre en el año 1943. Consiguió una beca de estudios para estudiar el  bachillerato en Barcelona con régimen interno en el Colegio Virgen de la Inmaculada, perteneciente a la sección femenina. Allí aprendió catalán y francés, descubriendo la literatura al leer el Quijote de Cervantes y El Principito de Saint-Exupéry, que se convertirían en sus obras favoritas. 
En 1963 se licenció en Filología Románica en la Universidad de Madrid, contando con Rafael Lapesa y Dámaso Alonso como profesores. Tras dos años en Lugo, donde tuvo por alumno a Xesús Rábade Paredes, y una temporada en Villalonga (Sangenjo), donde comenzó a escribir Anagnórise, llegó a Pontevedra en 1963 con plaza de profesora (después sería catedrática), y dio clase en el IES Valle-Inclán y en el IES Gonzalo Torrente Ballester.
Durante la dictadura franquista no se enseñaba la lengua gallega, pero María Victoria Moreno dedicaba parte de las clases de literatura española de los viernes a enseñar la literatura gallega.

Participó activamente en la vida cultural y política de Pontevedra y del país. Su fascinación desde muy joven por Galicia y por su lengua provocaron en ella una entrega absoluta a la defensa y promoción del gallego. Desde 1971 impartió cursos de gallego -no remunerados- en Pontevedra y Villagarcía de Arosa. En julio de 1973 la policía del régimen le denegó el pasaporte alegando su participación en unos cursos que había organizado el Ateneo de Ourense, presidido por Manuel Peña Rey, conocido comunista.
"Eu non son alófona porque o que practico, se é que escribo, podería definirse coma unha amorosa autofonía (…). A miña relación con Galicia e a miña opción pola súa lingua é simplemente unha historia de amor. ”
Además de novelas y cuentos, escribió obras de ensayo, colaboró en libros de texto y dirigió la colección Árbol de la editorial Galaxia.

Como lectora, en el ámbito de las letras en gallego nunca escondió su gusto por la narrativa de Otero Pedrayo o de Carlos Casares Mouriño:
"[para leer buena literatura, leía] a Miguel de Cervantes, evidentemente. E tamén a Antoine de Saint-Exupéry (...) E gústame a prosa dos hispanoamericanos inmediatamente anteriores ao boom. Miguel Ángel Asturias, por exemplo (...) Gústanme os escritores éticos e con compromiso, cunha prosa exuberante. E de Galicia gústanme os mellores que hai. Valoro moito a lírica medieval, a prosa de Otero Pedrayo e de Carlos Casares, a poesía de Fernán Vello".
Murió a los 66 años de edad, víctima de un cáncer de mama.
Su biblioteca personal, de 4500 volúmenes, incluidas varias ediciones y unos 150 estudios de Don Quijote de la Mancha, fue donada al IES Gonzalo Torrente Ballester. En 2017 fue escogida, por un voto de diferencia, para ser la personalidad homenajeada en el Día de las Letras Gallegas correspondiente al año 2018. Los otros candidatos fueron Ricardo Carballo Calero, Plácido Ramón Castro del Río, Antón Fraguas Fraguas y Eusebio Lorenzo Baleirón. En 2018 la ciudad de Pontevedra, donde vivió la mayor parte de su vida, de 1963 a 2005, le dedicó una de sus avenidas.

## Obra

### En gallego
Literatura infantil-juvenil
- Mar adiante, Sada, Ediciós do Castro, 1973.
- A festa no faiado, Vigo, Galaxia, 1983.
- Leonardo e os fontaneiros, Vigo, Galaxia, 1986. 3º Premio O Barco de Vapor.
- Anagnórise, Vigo, Galaxia, 1988. Después incluida en la Biblioteca Galega 120.
- O cataventos, Santiago de Compostela, Sotelo Blanco, 1989.
- Verso e prosa, Santiago de Compostela, Junta de Galicia, 1991.
- ¿Un cachiño de bica?, Vigo, SM, 1994.
- ¿E haberá tirón de orellas?, Vigo, Galaxia, 1997.
- A brétema, Vigo, Ir Indo, 1999.
- Guedellas de seda e liño, Vigo, Galaxia, 1999.
- Eu conto, ti cantas, Vigo, Edicións Xerais de Galicia, 2005.

Ensayo
- As linguas de España, Santiago de Compostela, Junta de Galicia, 1991.
- Diario da luz e a sombra, Vigo, Xerais, 2004.

Narrativa
- Querida avoa, Vigo, Contos do Castromil, 1993.

Poesía
- Elexías de luz, Vigo, Xerais, 2006.

Traducciones
- Mecanoscrito da segunda orixe (Mecanoscrit del segon origen, 1974), de Manuel de Pedrolo, Vigo, Galaxia, 1989.

Obras Colectivas
- "O cataventos", en Contos para nenos, Vigo, Galaxia, 1979.
- "Comentarios de texto: descubrir a realidade", en Xornadas da Lingua Galega no Ensino, Santiago, Junta, 1984.
- Literatura século XX , Vigo, Galaxia, 1985. Con Xesús Rábade Paredes.
- "Nico e Miños", en 8 contos, Santiago de Compostela, Junta de Galicia, 1989.
- "Querida avoa", en Lerias, Santiago de Compostela, Junta de Galicia, 1991.
- "S.O.S.", en Contos de hogano, Santiago de Compostela, El Correo Gallego, 1992.
- "O libro das saudades e os degoiros", en Ruta Rosalía 1993, Caixa Galicia. Santiago de Compostela, 1993.
- "Pan con chocolate", en Relatos para un tempo novo, Santiago de Compostela, Junta de Galicia, 1993.
- "Discurso pronunciado por Xesús Alonso Montero no acto no que recibiu o Pedrón de Ouro", en Comentarios de textos populares e de masas, Vigo, Xerais, 1994.
- "¿Escritora alófona eu?", en Poetas alófonos en lingua galega, Vigo, Galaxia, 1994.
- E dixo o corvo..., Santiago de Compostela, Junta de Galicia, 1997.
- "¡Xa non teño medo!", en A maxia das palabras, Santiago de Compostela, Junta de Galicia, 1998-1999.
- "Amigos de mil cores", en Campaña de Lectura 2001, Santiago de Compostela, Junta de Galicia, 2001.
- "Carta de amor", en Carlos Casares: a semente aquecida da palabra, Santiago de Compostela, CCG, 2003.
- "O encontro", en Un libro, a maior aventura, Santiago de Compostela, Junta de Galicia, 2003.
- "O grumete", en Contos de charlatáns, grumetes, botas e fendas, Santiago de Compostela, Junta de Galicia, 2004.

Obra en revistas
- "Estou a escribir a contrarreloxo". Entrevista con Xosé A. Neira Cruz, Fadamorgana. Santiago de Compostela, nº 3 (diciembre de 1999).

### En castellano
Ediciones
- Os novísimos da poesía galega / Los novísimos de la poesía gallega (ed. bilingüe), Madrid, Ediciones Akal, 1973.

Obra en revistas
- M.V.M., una profesora feliz de serlo, en CLIJ: cuadernos de literatura infantil y juvenil, Barcelona, nº 41 (julio-agosto de 1992).

Novela
- Alcores de Donalvar. Original inédito en castellano, de 1969, traducido por Xavier Senín al gallego con el título Onde o aire non era brisa, Galaxia, 2009.

Traducciones
- El perro Rin y el lobo Crispín, 1986, de Carlos Casares Mouriño.

## Premios y reconocimientos
- Fue finalista del Premio Café Gijón y obtuvo el primer premio de los Jogos Florais Minho-Galaicos de Guimarães con el relato La casa de las Marías.

- 2º Premio del Concurso nacional de contos infantís de la Agrupación Cultural O Facho, en 1972, por Crarisca.
- 1º Premio del Concurso nacional de contos infantís de la Agrupación Cultural O Facho, en 1975, por O cataventos.
- 3º Premio O Barco de Vapor en 1985.
- Lista de honor del IBBY en 1990, por Anagnórise.
- El 17 de mayo de 2018 fue la figura protagonista del Día das Letras Galegas, siendo la cuarta mujer,[6] tras Rosalía de Castro, Francisca Herrera Garrido y María Mariño, que lleva este reconocimiento en la historia de la celebración.